# Asnières-lès-Dijon
Asnières-lès-Dijon es una comuna francesa situada en el departamento de Côte-d'Or, en la región de Borgoña-Franco Condado.

## Demografía
| 157 | 376 | 750 | 753 | 829 | 798 | 1312 |
| Para los censos de 1962 a 1999 la población legal corresponde a la población sin duplicidades (Fuente: INSEE [Consultar]) |     |     |     |     |     |      |